# Zaitoune
Zaitoune (en àrab زيتون, Zaytūn; en amazic ⵣⵉⵜⵓⵏ) és una comuna rural de la província de Tetuan, a la regió de Tànger-Tetuan-Al Hoceima, al Marroc. Segons el cens de 2014 tenia una població total de 10.481 persones.